# Пит и его дракон
«Пит и его дракон» (англ. Pete's Dragon) — американский фэнтезийный приключенческий фильм, снятый Дэвидом Лоури по одноименному рассказу С. С. Филда и Сетона Миллера. Он также является ремейком одноименного фильма 1977 года. Фильм рассказывает о мальчике, выросшем в лесу после гибели родителей в автокатастрофе, и нашедшем себе лучшего друга в лице дракона.

## Сюжет
Действие происходит в 1970-е годы. Пятилетний Пит едет с родителями на машине по пустынной дороге через девственный лес. Из-за выбежавшей на дорогу косули машина терпит аварию, и родители Пита погибают, а сам он углубляется в лес, где его окружают волки. Однако они в страхе отступают, когда к Питу подходит огромный мохнатый зелёный дракон, который берёт Пита в лапы и улетает с ним.
Проходит шесть лет. Пит живёт в лесу, не видя людей, своего лучшего друга дракона он назвал Эллиот в честь героя любимой детской книжки, пса Эллиота. Однажды Пит слышит шум машин и видит, что недалеко от них группа людей валит лес. Рубкой леса руководит Гэвин. Вскоре туда приезжает лесной рейнджер Грейс, которая утверждает, что вырубка незаконна, а затем брат Гэвина Джек с дочерью Натали (мать Натали умерла несколько лет назад, и Грейс является подругой Джека). Пока взрослые спорят, Натали замечает в лесу Пита и догоняет его, однако вместе они чуть не падают с дерева. На крики детей прибегают взрослые, и при попытке Гэвина поймать Пита тот падает и ударяется головой. Его отвозят в больницу, откуда он убегает, однако Грейс находит растерянного мальчика в городе и оставляет его на ночь у себя. Вечером Пит рассказывает Натали, что у него есть друг Эллиот, и рисует его. Грейс понимает, что рисунок Пита слишком похож на дракона, которого много лет назад видел в лесу её отец, старик Мичам, однако ему не верили. Тем временем Гэвин и его компаньоны натыкаются в лесу на Эллиота и с трудом убегают от него.
Утром Грейс, вместо того, чтобы отдать Пита органам опеки, отвозит его туда, где его обнаружили, и Пит знакомит Грейс и Натали с Эллиотом. Однако появляется Гэвин с приятелями, решившие поймать Эллиота, и усыпляют его, стреляя по нему шприцами со снотворным. Затем Гэвин отвозит Эллиота в свой ангар и сообщает, что дракон поможет ему разбогатеть и стать знаменитым. Питу и Натали при помощи старика Мичама удаётся освободить Эллиота от цепей и поехать по направлению к лесу, везя ослабевшего Эллиота на платформе. По дороге Гэвин преграждает им путь, а сзади приближается несколько полицейских машин. Эллиот пытается отогнать преследователей, выдыхая огонь и частично разрушая мост, с которого в пропасть падает машина Грейс и Джека. Однако Эллиот спасает их. Появляются полицейские вертолёты, и Пит с Эллиотом улетают.
На месте их разрушенного лесного дома Эллиот даёт понять Питу, что тот должен остаться с семьёй Натали, полюбившей его. Он возвращает Пита в город, а сам улетает дальше на север, где, по легенде, нашли пристанище остальные драконы. В эпилоге показано, как спустя какое-то время Пит, Натали, Грейс и Джек навещают Эллиота в заповедном уголке леса, и видят целую стаю драконов, взмывающих в небо.

## В ролях
- Оакс Фегли — Пит
- Брайс Даллас Ховард — Грейс Мичам
- Уэс Бентли — Джек
- Карл Урбан — Гэвин
- Роберт Редфорд — мистер Мичам
- Уна Лоуренс — Натали

## Производство
Съёмки фильма начались в январе 2015 года и закончились в апреле того же года.
Фильм снимался в Новой Зеландии